# Alžir na Olimpijskim igrama 2016.
Alžir je nastupio na Ljetnim olimpijskim igrama u Brazilu 2016. godine.

## Atletika
- maraton (Ž): 1 mjesto[1]

## Plivanje
Muškarci
| Športaš          | Događaj        | Kvalifikacije | Kvalifikacije | Poluzavršnica | Poluzavršnica | Završnica     | Završnica     |
| Športaš          | Događaj        | Vrijeme       | Pozicija      | Vrijeme       | Pozicija      | Vrijeme       | Pozicija      |
| ---------------- | -------------- | ------------- | ------------- | ------------- | ------------- | ------------- | ------------- |
| Oussama Sahnoune | 50 m slobodno  | 22.27         | 25.           | Nije nastupio | Nije nastupio | Nije nastupio | Nije nastupio |
| Oussama Sahnoune | 100 m slobodno | 49.20         | 31.           | Nije nastupio | Nije nastupio | Nije nastupio | Nije nastupio |